# Jiangsu Jiuzhou Automobile Industry
Jiangsu Jiuzhou Automobile Industry Co. Ltd., vorher Shuyang Bus Works, war ein Hersteller von Automobilen und Omnibussen aus der Volksrepublik China.

## Unternehmensgeschichte
Das Unternehmen Shuyang Bus Works aus Shuyang in der Stadt Suqian stellte ursprünglich Busse her. 1992 begann die Produktion von Automobilen. Der Markenname lautete Jiuzhou. 1993 endete deren Produktion. Von spätestens 2000 bis mindestens 2003 setzte Jiangsu Jiuzhou Automobile Industry Co. Ltd. die Produktion fort. Es ist unklar, ob es sich um eine Umbenennung des erstgenannten Unternehmens handelt. Ort, Markenname sowie der Produktcode SYC waren jedenfalls identisch.

## Automobile
Das Unternehmen stellte Minivans und Pick-ups auf Basis von Fahrzeugen von Suzuki her. Überliefert sind die Modelle SYC 6352 und SYC 5013 XL ab 1992. Sie hatten einen Motor mit 797 cm³ Hubraum und 36 PS Leistung.
Ebenfalls 1992 erschien der SYC 1014. Dies war eine viertürige Limousine mit Stufenheck. Er hatte einen Motor von Chongqing Jiangling Machinery Works mit ebenfalls 797 cm³ Hubraum.

## Produktionszahlen
| Jahr | Produktionszahl | Quelle      |
| ---- | --------------- | ----------- |
| 2000 | 500             | [ 3 ] [ 4 ] |
| 2001 | 500             | [ 3 ] [ 4 ] |
| 2002 | 785             | [ 3 ] [ 4 ] |
| 2003 | 1950            | [ 3 ] [ 4 ] |
| 2004 | 0               | [ 4 ]       |